# 雲卡尼山
16°51′38″S 70°14′41″W / 16.86056°S 70.24472°W
雲卡尼山（Yunkani），是秘魯的山峰，位於該國南部莫克瓜大區和塔克納大區，由卡魯馬斯區和坎達拉韋區負責管轄，屬於安地斯山脈的一部分，海拔高度4,943米。